# Ruston (Washington)
Ruston es un pueblo ubicado en el condado de Pierce en el estado estadounidense de Washington. En el año 2000 tenía una población de 738 habitantes y una densidad poblacional de 1.111,9 personas por km².

## Geografía
Ruston se encuentra ubicada en las coordenadas 47°17′49″N 122°30′38″O / 47.29694, -122.51056.

## Demografía
Según la Oficina del Censo en 2000 los ingresos medios por hogar en la localidad eran de $48.393, y los ingresos medios por familia eran $54.167. Los hombres tenían unos ingresos medios de $36.932 frente a los $36.042 para las mujeres. La renta per cápita para la localidad era de $22.565. Alrededor del 13,1% de la población estaban por debajo del umbral de pobreza.